# Pterolophia zebrinoides
Pterolophia zebrinoides là một loài bọ cánh cứng trong họ Cerambycidae.